# Hanna Ben Dov
Hanna Ben-Dov fue una pintora israelí nacida en Jerusalén el 19 de febrero de 1919 y fallecida el 3 de marzo de 2009 en Nogent sur Marne, Francia. Perteneció a la segunda Escuela de París. Su obra fue definida como paisaje abstracto o como impresionismo abstracto. Jean Pierre Delarge en su diccionario especializado en artistas plásticos dice que Hanna estaba dotada de un lirismo abstracto en la línea de Claude Monet.

## Datos biográficos
Hija de Yaakov Ben-Dov, célebre fotógrafo de Jerusalén, Hanna fue en los años 1940 alumna de la escuela de Bellas artes de Bezalel en Jerusalén (donde tuvo como maestro a Mordecai Ardon). Estudió después en el Camberwell College of Arts de Londres frecuentando durante un tiempo el taller de Jankel Adler) antes de instalarse en París (a la Ruche, el famoso hogar de artistas del pasaje de Dantzig) donde prosiguió sus estudios en el taller de Constantin Brancusi y donde preparó su primera exposición en el año de 1948.
Conservó toda su vida vínculos estrechos con su ciudad natal a donde regresó en varias ocasiones.
En los años 1950, Hanna Ben-Dov contrajo matrimonio con el pintor estadounidense Reginald Pollack, viviendo entonces en Francia para divorciarse en 1960. Como otros  (David Lan-Bar, Jacques Yankel), ella pasó temporadas en el pueblo de Labeaume (Ardèche) donde tuvo un taller.
Falleció dos semanas después de haber cumplido 91 años de edad, Hanna Ben-Dov descansa en el Cementerio del Père Lachaise.

### Exposiciones colectivas
- Salón de Otoño, París, de 1948 a 1956.
- Salon des Moins de Trente Ans, París, de 1949 a 1951.
- Bienal de Menton, 1951.
- Salon des Tuileries, 1952 et 1955.
- Salón de mayo, París, de 1952 a 1970.
- Salon Comparaisons, París, de 1957 a 1961.
- Salon Grands et Jeunes d'Aujourd'hui, París, de 1963 a 1973.
- Salon des réalités nouvelles, París, a partir de 1965.[12]
- Bineth Gallery, Tel Aviv, 1997, 2003, 2008.
- Les peintres à Labaume dans les années 1950 à 70, Labeaume (Association Vivre à Labeaume), julio de 2006.
- L'angoisse est-elle soluble dans l'art?, Galeries Alain Le Gaillard, Lefor Openo et Nicolas Deman, 2010.